# Mustafar
Mustafar è un pianeta vulcanico immaginario visto nell'universo di Guerre stellari, apparso per la prima volta nel film Star Wars: Episodio III - La vendetta dei Sith.

## Descrizione
Mustafar era un mondo di fuoco, in mano alla Confederazione dei Sistemi Indipendenti. Il pianeta era coperto da centinaia di caldere vulcaniche, molte delle quali in costante eruzione. Come il satellite Io, l'attività vulcanica era causata da uno schiacciamento gravitazionale. Sul pianeta esisteva una fabbrica che estraeva minerali dalla superficie. La superficie non è del tutto priva di vita: come si nota all'inizio de L'ascesa di Skywalker è anche cosparsa di vegetazione che tuttavia, con l'azione della lava tende a prendere immediatamente fuoco.

## Storia

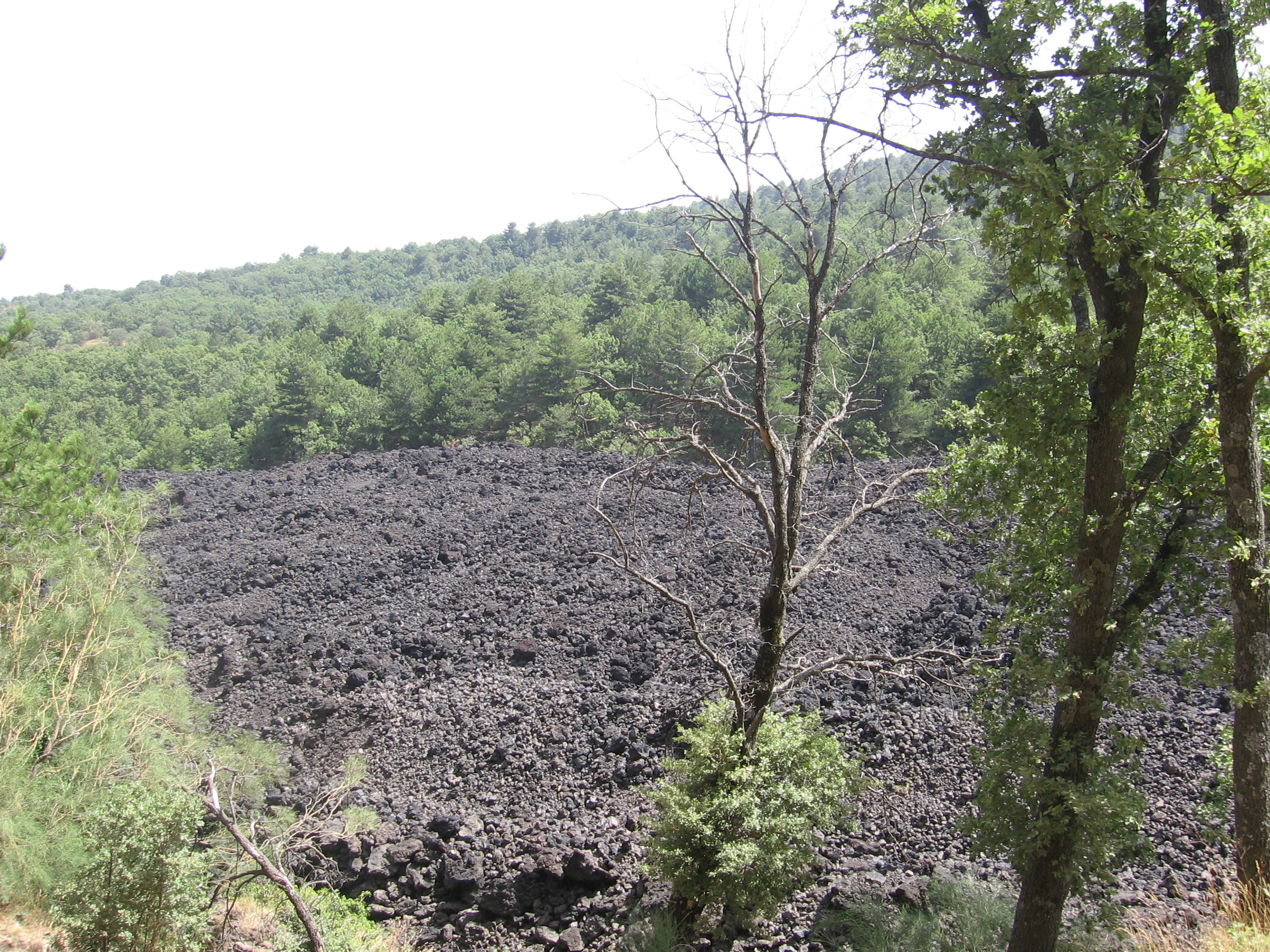
Colata lavica del 2002-2003 dell'Etna, usata come set per l'ambientazione di Mustafar

Nonostante le condizioni ostili della superficie, su Mustafar abitavano forme di vita indigene. Esisteva una razza senziente, quella Mustafariana, che aveva sviluppato la propria civiltà nei buchi più freschi del pianeta. I Mustafariani erano divisi in due specie, quelli alti e magri comandati dal "Maverick Main" e quelli piccoli e robusti chiamati anche "Ratti Mustafariani". La corporazione chiamata Tecno Unione aveva interessi sul pianeta e prese al proprio servizio gli abitanti nativi per scavare e recuperare i minerali necessari. I Mustafariani erano appagati e non si interessavano della politica esterna al loro mondo, lavorando senza problemi al servizio della corporazione.

### Guerre dei cloni
Durante le guerre dei cloni, Anakin Skywalker e la sua Padawan Ahsoka Tano si dirigono su Mustafar per salvare dei bambini che saranno dei futuri Jedi, rapiti dal cacciatore di taglie Cad Bane. I due Jedi, nonostante il tentativo di occultamento del luogo del rapimento, riescono a salvare i bambini e recuperare l'olocrone con il cristallo.
Mustafar è il luogo su cui si svolge la scena del duello tra Anakin Skywalker / Dart Fener e il suo ex-maestro Obi-Wan Kenobi in Star Wars: Episodio III - La vendetta dei Sith. Kenobi e Fener duellarono a lungo sulla superficie del pianeta, dentro la base separatista. Obi-Wan vinse il duello mutilando Anakin, che venne bruciato dalla lava che stava scorrendo vicina; tuttavia egli venne salvato poco tempo dopo da Palpatine.

### Era dell'Impero
Nella serie televisiva Star Wars: Rebels i protagonisti Ezra Bridger, Hera Syndulla, Sabine Wren e Garazeb Orrelios salvano il Jedi Kanan Jarrus, prigioniero dell'Impero sul pianeta. 
Come mostrato in Rogue One: A Star Wars Story, Dart Fener possiede un santuario privato su Mustafar.

### Nuova Repubblica
In Star Wars - L'ascesa di Skywalker, viene mostrato Kylo Ren recuperare da Mustafar un puntatore Sith per trovare Palpatine .

## Concetti astronomici
Mustafar era un pianeta catturato tra due giganti gassosi, Jestefad e Lefrani, che con la loro attrazione gravitazionale stavano causando una pressione enorme sul pianeta. Il pianeta, pur non cadendo su uno dei due giganti, manteneva una propria orbita, più vicina a Jestefad che a Lefrani, ma comunque influenzata da quest'ultimo, in quanto tutti e tre i corpi celesti ruotavano con lo stesso periodo di rivoluzione attorno alla stella del sistema.

## Ideazione
George Lucas, il creatore di Guerre stellari, ha usato più volte idee nei suoi film, provenienti da progetti da lui ideati ma mai messe in atto. Mustafar è una di queste: nella prima stesura de Il ritorno dello Jedi viene descritto un mondo vulcanico simile, sul quale Obi-Wan racconta a Luke Skywalker di essersi scontrato con il suo vecchio allievo molto tempo prima. Il romanzo ufficiale de Il ritorno dello Jedi aveva stabilito che il duello tra Anakin e Obi-Wan era accaduto su un pianeta vulcanico.
Le scene su Mustafar sono state girate usando una combinazione di immagini riprese dal vulcano Etna, modelli, ed effetti speciali generati al computer.

## Star Wars Legends
Mustafar non fu sempre un pianeta vulcanico: migliaia di anni prima era un pianeta verde dove i Jedi si stabilirono e costruirono un tempio. Successivamente durante le guerre contro i Sith, questi ultimi tentano di invaderlo e i Jedi usano un'arma ricavata dai cristalli del posto, causando un eccessivo riscaldamento del nucleo e la sua conversione ad un pianeta vulcanico, durante il processo entrambe le parti subirono perdite ingenti, in particolare i Jedi che quasi tutti che si trovavano su Mustafar perirono